# Lu Lianhua
Lu Lianhua es una deportista china que compitió en vela en la clase Europe. Ganó una medalla de plata en el Campeonato Mundial de Europe de 2005.

## Palmarés internacional
| Campeonato Mundial | Campeonato Mundial | Campeonato Mundial | Campeonato Mundial |
| Año                | Lugar              | Medalla            | Clase              |
| ------------------ | ------------------ | ------------------ | ------------------ |
| 2005               | Rizhao (China)     | Medalla de plata   | Europe             |